# Chirotica
Chirotica is een geslacht van insecten uit de orde vliesvleugeligen (Hymenoptera) en de familie Ichneumonidae.

## Soorten
- C. alayoi Townes, 1966
- C. albobasalis Horstmann, 1983
- C. atricauda Townes, 1983
- C. brevilabris Townes, 1983
- C. bruchii (Brethes, 1904)
- C. canariensis Horstmann, 1993
- C. confederatae (Ashmead, 1896)
- C. conspicua (Cresson, 1872)
- C. crassipes Horstmann, 1983
- C. decorata (Tosquinet, 1903)
- C. decorator (Villers, 1789)
- C. densata Townes, 1983
- C. insignis (Gravenhorst, 1829)
- C. longicauda Horstmann, 1983
- C. maculipennis (Gravenhorst, 1829)
- C. matsukemushii (Matsumura, 1926)
- C. meridionalis Horstmann, 1983
- C. minor Townes, 1983
- C. nigripes Townes, 1983
- C. nigrithorax Horstmann, 1983
- C. nigriventris

Chirotica nigriventris Horstmann, 1983
Chirotica nigriventris Townes, 1983
- C. orientalis

Chirotica orientalis Horstmann, 1983
Chirotica orientalis Kanhekar, 1989
- C. parallela Townes, 1983
- C. phrixonota Townes, 1983
- C. pothina (Marshall, 1892)
- C. productor Aubert, 1982
- C. protector (Seyrig, 1952)
- C. punctata Kanhekar, 1989
- C. rubrotincta (Thomson, 1885)
- C. ruficeps Horstmann, 1983
- C. ruficoxa Horstmann, 1983
- C. ruginota Townes, 1983
- C. sheppardi (Walley, 1941)
- C. stangei Townes, 1983
- C. stigmatica Townes, 1983
- C. tenuipes Horstmann, 1983
- C. tenuis Townes, 1983
- C. terebrator Horstmann, 1983
- C. thyridopteryx (Riley, 1869)
- C. transversator Aubert, 1982